# 楊鎬
楊 鎬（よう こう、生年不詳 - 1629年）は、中国明代の官僚。

## 人物
1580年に進士（科挙合格）となり、第二次万暦朝鮮の役（慶長の役）において経略朝鮮軍務（朝鮮に派遣された明軍の総司令官）に任ぜられ、1597年末におよそ4〜7万の大軍を率いて南下。蔚山城の戦いで加藤清正と戦うが敗北、これを勝利と偽って報告したために解任される。
その後、遼東巡撫に任職した。1619年、明からの独立を宣言した後金討伐において、遼東経略として指揮を執るが、サルフの戦いでヌルハチ率いる後金軍に、4つに分けた軍を各個撃破され大敗し投獄され、1629年に処刑された。